# Saint-Laurent (1748)
Il Saint-Laurent fu un vascello di linea francese da 60 cannoni che, a causa della scarsa stagionatura del legname impiegato per la sua costruzione, prestò servizio nella Marine royale per cinque anni. Era una delle rare grandi navi da guerra francesi costruite in Canada.

## Storia

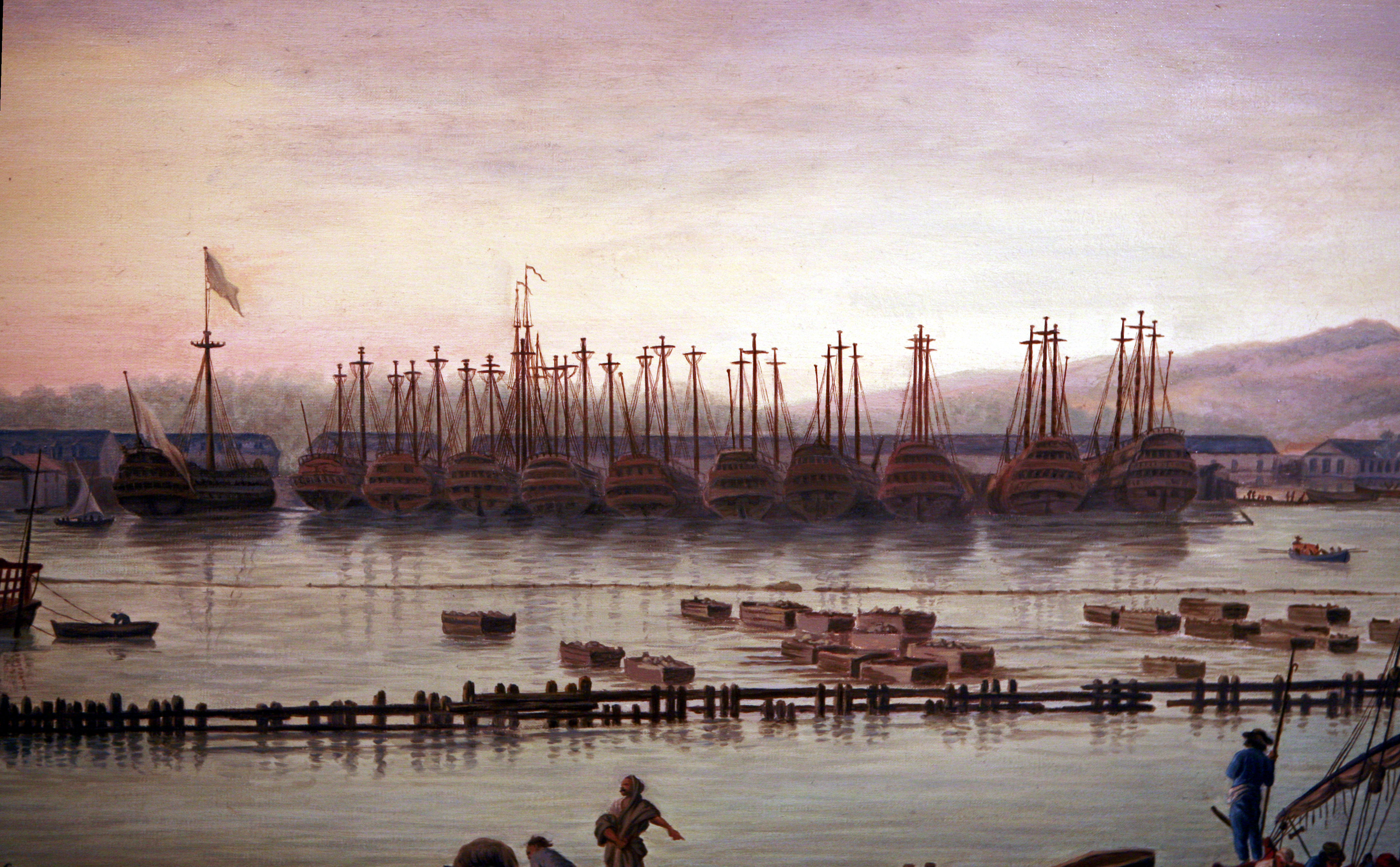
Vascelli in disarmo a Tolone, all'epoca in cui vi si trovava il Saint-Laurent.

A partire dal 1738, su richiesta delle autorità locali, il Ministero della Marina aveva cercato di costruire vascelli militari in Canada al fine di sfruttare le enormi foreste della regione. Un ingegnere navale, René Nicolas Levasseur, fu inviato a Québec per occuparsi del cantiere e della costruzione delle navi.
Il vascello da 64 cannoni Saint-Laurent fu costruito per la Marine royale sotto la direzione dell'ingegnere Levasseur presso il cantiere navale dell'Anse au Cul-de-Sac, vicino a Place Royale, a Québec, Nuova Francia.  L'unità, che faceva parte di una piccola serie di navi militari costruite a Québec tra il 1742 e il 1756, fu impostata nel settembre 1746, varata il 13 giugno 1748 ed entrò in servizio nell'ottobre di quell'anno.
Si trattava di una nave di linea a due ponti armata con 60 pezzi d'artiglieria: ventisei cannoni da 24 libbre nella prima batteria con tredici portelli per lato, ventotto cannoni da 12 libbre sulla seconda batteria con quattordici portelli per lato, sei cannoni da 6 libbre sul cassero di prua. Il rapporto abituale su tutti i tipi di navi da guerra nel XVIII secolo era in media di 10 uomini per cannone, indipendentemente dalla funzione di ciascuna persona a bordo. Questa forza lavoro regolamentare poteva tuttavia variare notevolmente in caso di epidemia, perdite in combattimento, diserzione o mancanza di marinai all'imbarco.
L'equipaggio era composto da 436 uomini, cioè 400 tra sottufficiali e marinai e 6 ufficiali, anche se in tempo di guerra poteva arrivare a 600 uomini.
Il Saint-Laurent entrò in servizio subito dopo la firma della pace con l'Inghilterra. Le sue qualità nautiche non sono note, e dopo aver attraversato l'Oceano Atlantico, fu assegnata al porto di Tolone, dove un rapporto del 1751 la descrisse come "in buone condizioni". Tuttavia, nel 1753, il vascello fu ritirato dal servizio e riclassificato come pontone. Il legno proveniente dalla Nuova Francia non si asciugava bene a causa del clima locale, il che portava a una rapida marcescenza. Questo fattore colpì quasi tutte le unità militari costruite in Québec. Non e noto quando il Saint-Laurent fu demolito.

### Annotazioni
1. ↑  Il vecchio cantiere navale era situato sulle rive del fiume Saint-Charles, che attraversa la città di Québec. Il nuovo cantiere navale fu fondato alla baia del Cul-de-Sac nel 1746 perché si affacciava sul fiume San Lorenzo, il che facilitava i vari.

### Fonti
1. 1 2  Aghqc.
2. 1 2  Vergé-Franceschi 2002, p. 105.
3. 1 2 3 4 5 6  Three Decks.
4. 1 2 3 4 5  Dictionaire biographique du Canada.
5. ↑  Acerra, Zysberg 1997, p. 220.
6. ↑  Netmarine.